# 국가생명윤리정책연구원
국가생명윤리정책원(國家生命倫理政策院, Korea National Institute for Bioethices Policy)은 생명윤리 정책에 관한 전문적인 조사, 연구 및 교육 등을 실시함으로써 의생명과학 및 그 기술이 인간의 질병 예방 및 치료 등을 위하여 발전하는 과정에서 안전하게 연구, 개발 및 이용될 수 있도록 하는 여건을 조성하는데 기여하기 위하여 설립된 재단법인이다. 서울특별시 광진구 능동로 400, 별관2층(중곡동, 보건복지행정타운)에 위치하고 있다.

## 관련 법률
- 생명윤리 및 안전에 관한 법률

## 연혁
- 2012년 11월 28일 국가생명윤리정책연구원 창립 총회
- 2012년 12월 8일 보건복지부 재단법인 국가생명윤리정책연구원 설립 허가
- 2012년 12월 27일 국가생명윤리정책연구원 설립. 초대 김성덕 원장 취임
- 2017년 12월 7일 국가생명윤리정책원으로 명칭 변경.

## 주요 업무
- 국가생명윤리심의위원회 및 산하 전문위원회 지원
- 기관생명윤리심의위원회(IRB) 관련 정책 개발, 지원, 교육 및 공용 IRB 운영
- 배아, 생식세포, 줄기세포 등의 이용 및 연구와 관련한 정책개발, 지원 및 생식세포 불법거래 모니터링
- 유전자, 유전정보 등의 활용, 유전자 연구, 유전자 검사, 유전자은행, 유전자치료 등과 관련한 정책개발 및 지원
- 생명윤리 및 안전과 관련한 자료 조사, 수집 및 지식센터 운영
- 생명윤리 및 안전과 관련한 국내외 네트워크 구축 및 지원
- 생명윤리 및 안전과 관련한 콘텐츠 개발 및 교육, 연수, 홍보 사업, 연명 치료, 병원윤리위원회 등 의료윤리 분야 정책개발 및 지원
- 장기, 인체조직, 혈액, 조혈모세포 등 기증과 이식정책에 관한 생명윤리 및 안전 측면의 연구
- 연구원의 목적 달성에 필요한 부대사업 및 수익사업
- 기타 생명윤리 및 안전과 관련하여 보건복지부, 국가기관 또는 지방자치단체가 위탁 또는 지원하는 사업

## 조직

### 이사회

#### 사무총장
경영지원부
- 기획운영팀

##### 연구부
- 생명윤리안전정책연구팀
- 배아정책연구팀
- 인체유래물정책연구팀
- 유전자정책연구팀
- 연구대상자보호정책연구팀
- 생명윤리정책전문도서관

평가인증사무국
- 평가인증팀
- 등록관리팀

## 같이 보기
- 국가생명윤리심의위원회